# Villa Savonarola
Villa Savonarola si trova a Firenze nel viuzzo di Monteripaldi 2.
Il nome fu scelto nel XIX secolo dalla coppia inglese Adams, che vi abitava, in onore del predicatore ferrarese. La costruzione risale al XVI secolo ed ha la facciata principale sul grandioso giardino, mentre all'esterno ha un aspetto più spoglio, con due portali incorniciati da pietra serena e finestre inginocchiate. Un'edicola contiene un bassorilievo in terracotta invetriata nello stile dei Della Robbia, raffigurante l'Adorazione del Bambino.